# Nicolas Vogondy
Nicolas Vogondy (Blois, 8 agosto 1977) è un ex ciclista su strada francese, professionista dal 1997 al 2013 e tre volte campione nazionale francese, due in linea e uno a cronometro.

## Carriera
Diventa professionista nel 1997 con la Française des Jeux, passando poi nel 2005 alla Crédit Agricole e nel 2007 all'Agritubel. Le sue vittorie più importanti nella prima parte di carriera, oltre a diverse gare del calendario francese, sono indubbiamente i due titoli nazionali francesi in linea conquistati nel 2002 e nel 2008. Sempre nel 2008 si mette in luce al Tour de France per la sua combattività con numerosi tentativi di fuga; in uno di questi, nella quinta tappa, la Cholet-Chateauroux, vinta poi da Mark Cavendish, viene ripreso dal gruppo a soli trenta metri dal traguardo, dopo che era scattato all'ultimo chilometro staccando i suoi due compagni di fuga.
Nella stagione 2010, in maglia Bbox Bouygues Telecom, ritorna al successo dopo quasi due anni di digiuno, nel corso della quarta tappa del Critérium du Dauphiné, gara del calendario mondiale. Poche settimane dopo vince anche il titolo nazionale a cronometro, il primo nella specialità.
Dopo due stagioni con la Cofidis, firma per il 2013 con il team belga Accent Jobs-Wanty. Tuttavia, al termine della stagione, il contratto non viene rinnovato e Vogondy annuncia la fine della sua carriera professionistica. Successivamente inizia una nuova esperienza con la squadra amatoriale Team Pro Immo Nicolas Roux, conclusa nel 2014.

## Palmarès
- 1997 (Francaise des Jeux, una vittoria)

3ª tappa Tour de Normandie
- 1999 (Francaise des Jeux, una vittoria)

4ª tappa Circuito di Mines (Esch-sur-Alzette > Hussigny)
- 2002 (Francaise des Jeux, due vittorie)

Campionati francesi, Prova in linea (Briançon)
6ª tappa Circuito di Mines (Rehlingen > Siersburg)
- 2003 (Francaise des Jeux, due vittorie)

À travers le Morbihan
3ª tappa Tour du Limousin (Aubusson > Vassivière-en-Limousin)
- 2004 (Francaise des Jeux, una vittoria)

5ª tappa Regio-Tour (Herbolzheim > Vogtsburg/Kaiserstuhl)
- 2005 (Credit Agricole, una vittoria)

1ª tappa Route du Sud (Rodez > Castres)
- 2006 (Credit Agricole, due vittorie)

Châteauroux Classic de l'Indre
5ª tappa Tour du Poitou-Charentes (Ingrandes-sur-Vienne > Poitiers)
- 2007 (Agritubel, tre vittorie)

2ª tappa Rhône-Alpes Isère Tour (Charvieu-Chavagneux > Villefontaine)
2ª tappa Boucles de la Mayenne (Montsûrs > Renazé)
Classifica generale Boucles de la Mayenne
- 2008 (Agritubel, cinque vittorie)

Campionati francesi, Prova in linea (Semur-en-Auxois)
3ª tappa Rhône-Alpes Isère Tour (Saint-Maurice-l'Exil > Saint-Maurice-l'Exil)
1ª tappa Tre Giorni di Vaucluse (Rasteau > Villelaure)
Classifica generale Tre Giorni di Vaucluse
Prologo Boucles de la Mayenne (Laval > Laval)
- 2009 (Agritubel, cinque vittorie)

1ª tappa Rhône-Alpes Isère Tour (Satolas-et-Bonce > Nivolas-Vermelle)
- 2010 (Bbox-Bouygues, due vittoria)

4ª tappa Critérium du Dauphiné (Saint-Paul-Trois-Châteaux > Risoul)
Campionati francesi, Prova a cronometro

### Altri successi
- 2002 (Francaise des Jeux)

La Poly Normande (Criterium)
Bol d'or des Monédières (Criterium)
Saran (Criterium)
- 2008 (Agritubel)

Ronde des Korrigans (Criterium)
Camors (Criterium)
- 2010 (Bbox-Bouygues)

Dun-le-Palestel (Criterium)

## Piazzamenti

### Grandi Giri
- Giro d'Italia

2004: 81º
2006: 44º
- Tour de France

2001: 89º
2002: 19º
2003: 117º
2007: 92º
2008: 64º
2010: 88º
- Vuelta a España

2005: 63º
2010: non partito (19ª tappa)
2011: ritirato

### Classiche monumento
- Liegi-Bastogne-Liegi

2004: 119º
2009: 75º
2013: 119º
- Giro di Lombardia

2005: 55º
2006: 44º

### Competizioni mondiali
- Campionati del mondo

Zolder 2002 - In linea Elite: 132º
Verona 2004 - In linea Elite: 48º
Varese 2008 - In linea Elite: 52º
Melbourne 2010 - Cronometro Elite: 15º